# ザウバー・C31
ザウバー・C31 (Sauber C31) は、ザウバーが2012年のF1世界選手権参戦用に開発したフォーミュラ1カー。

## 概要
C31のノーズは段差部分が目立つ無骨なデザインであるが、段差の後ろ（ノーズコーンとモノコックの境目）に細いスリットがある。2008年のフェラーリ・F2008の様な、ノーズ下面から空気を引き抜くベント（排気口）という見方もある。
エンジン・KERS・ギアボックスなどのリアエンドの構成は、引き続きフェラーリから供給を受ける。リアサスペンションもフェラーリに合わせてプルロッド式に変更された。
サイドポッドの排気管の後ろには溝があり、排気はスロープに沿ってディフューザー方向に流れる。開幕前にはレッドブルも似たようなコンセプトに変更した。コアンダ効果を応用したこのエキゾーストシステムは、この年のトレンドとなり、最終的には大半のチームが採用している。
リアウィングの支持部分は、下段プレートをスワンネック式ステーで吊り下げる方式に変更した。この太いステーはダウンフォースの荷重を支えると同時に、サスペンションアームのマウントも兼ねている。
前年のC30はタイヤマネージメントに優れる長所を持つ反面、タイヤを素早くウォームアップできず予選で苦戦した。C31ではこれらの両立が開発課題となっている。

## 2012年シーズン

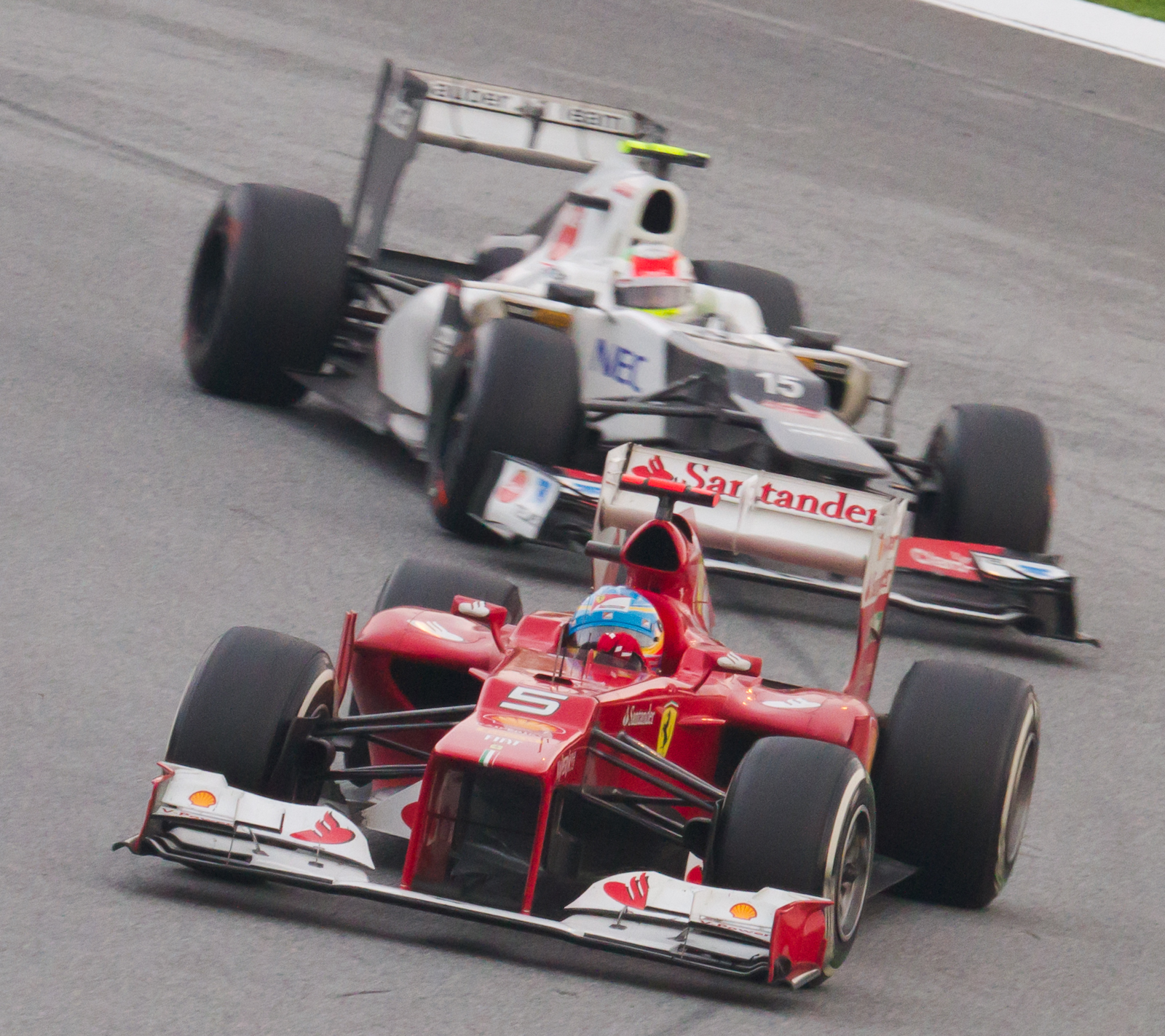
マレーシアGPでフェラーリのアロンソ（前）と優勝争いを展開したペレス（後）

C31は2012年2月のヘレステストで初公開されたが、その場でテクニカルディレクターのジェームス・キーの離脱が発表された（のちにトロ・ロッソへ移籍）。チームのコメントでは、今後は各部門の責任者が開発を行うとしている。プレシーズンテストでは他チームに警戒を抱かせる、印象的なペースを披露した。
（※以下の成績表記についてはBMWザウバー時代 (2006-2009) を除く）
開幕戦オーストラリアGPをダブル入賞でスタートすると、第2戦マレーシアGPではセルジオ・ペレスが過去最高順位となる2位を獲得（ペレス自身も初表彰台）。続く第3戦中国GPでは小林可夢偉 が初めてのファステストラップを記録した（小林自身も初ファステストラップ）。
その後も、ペレスは第6戦モナコGPでファステストラップを記録し、さらに第7戦カナダGPでは決勝3位、第13戦イタリアGPでは決勝2位を記録した。一方、小林も第12戦ベルギーGPで予選2位、第15戦日本GPでは予選3位・決勝3位を記録した。
チームとしては初めてシーズン複数回の表彰台を記録し、コンストラクターズ部門では2001年の4位に次ぐ6位という成績を収めた。
C31に対する評価は高く、「ザウバーだったらミハエルは今年3勝はできた」（フェルナンド・アロンソ）、「もしザウバーかロータスに乗れば、アロンソは軽々と2012年タイトルを持っていくだろう」（ネルソン・ピケJr.）といったコメントも聞かれた。C31は路面が滑らかで、高速コーナーをもつサーキットを得意としたが、路面がバンピーで滑りやすいコースは苦手とした。また、チームの戦略ミスやドライバーのミスでポイントを失うこともあった。メーカー系ワークスチームのメルセデスを抜いてコンストラクターズ5位になることを目指したが、日本GP以降は失速してチャンスを逃した。

## スペック

### シャシー
- シャシー カーボンファイバー製モノコック
- フロントサスペンション ダブルウィッシュボーン インボードスプリングおよびダンパーによるプッシュロッド式（ザックス・レース・エンジニアリング）
- リアサスペンション ダブルウィッシュボーン インボードスプリングおよびダンパーによるプルロッド式（ザックス・レース・エンジニアリング）
- ブレーキ ブレンボ 6ピストン・ブレーキキャリパー カーボンファイバー製ブレーキパッドおよびディスク
- トランスミッション フェラーリ 7速クイックシフト・カーボンギアボックス 縦置き カーボンファイバー製クラッチ
- シャシー電子機器 MES
- KERS フェラーリ
- ステアリングホイール 	ザウバーF1チーム
- タイヤ ピレリ P Zero
- ホイール O・Z

### エンジン
- エンジン フェラーリ 056
- 排気量 2,398 cc
- 型式 自然吸気 V8エンジン
- バンク角 90°
- エンジンブロック 砂型鋳造アルミニウム製
- ボア径 98 mm
- バルブ数 32
- バルブ駆動 ニューマチック
- 噴射および点火 電子制御
- 重量 95 kg以上

### サイズ
- 全長 5,195 mm
- 全幅 1,800 mm
- 全高 1,000 mm
- フロントトレッド 1,495 mm
- リアトレッド 1,410 mm
- 重量 640 kg（ドライバーを含む、空タンク時）

## 記録
| 年   | No. | ドライバー | 1   | 2   | 3   | 4   | 5   | 6   | 7   | 8   | 9   | 10  | 11  | 12  | 13  | 14  | 15  | 16  | 17  | 18  | 19  | 20  | ポイント | ランキング |
| 年   | No. | ドライバー | AUS | MAL | CHN | BHR | ESP | MON | CAN | EUR | GBR | GER | HUN | BEL | ITA | SIN | JPN | KOR | IND | ABU | USA | BRA | ポイント | ランキング |
| ---- | --- | ---------- | --- | --- | --- | --- | --- | --- | --- | --- | --- | --- | --- | --- | --- | --- | --- | --- | --- | --- | --- | --- | -------- | ---------- |
| 2012 | 14  | 小林       | 6   | Ret | 10  | 13  | 5   | Ret | 9   | Ret | 11  | 4   | 18  | 13  | 9   | 13  | 3   | Ret | 14  | 6   | 14  | 9   | 126      | 6位        |
| 2012 | 15  | ペレス     | 8   | 2   | 11  | 11  | Ret | 11  | 3   | 9   | Ret | 6   | 14  | Ret | 2   | 10  | Ret | 11  | Ret | 15  | 11  | Ret | 126      | 6位        |

- 太字はポールポジション、斜字はファステストラップ。(key)